# Tatort: Stille Wasser
Stille Wasser ist ein Fernsehfilm aus der Fernseh-Kriminalreihe Tatort der ARD und des ORF.
Der Film wurde von Radio Bremen und vom WDR produziert und am 13. Februar 2011 erstmals gesendet. Es ist die 790. Folge der Tatort-Reihe, der 23. Fall für Kommissarin Inga Lürsen (Sabine Postel), und der 18. Fall für Nils Stedefreund (Oliver Mommsen). Inga Lürsen beschützt die neunjährige Nadine Berthold, die den Mord an ihren Eltern gesehen hat, und als Tatzeugin in großer Gefahr schwebt.

## Handlung
In Bremen mehren sich Drogentote, die an derselben Droge starben. Kriminalhauptkommissarin Inga Lürsen und ihr Kollege Kriminalhauptkommissar Nils Stedefreund werden zunächst zu einer Messerstecherei mit zwei Toten – Frank und Yvonne Berthold – gerufen. Lürsen findet deren neunjährige, völlig verstörte Tochter Nadine im Bettkasten im Schlafzimmer der Eltern versteckt. Als die alarmierten Sanitäter Nadine ins Krankenhaus bringen wollen, reagiert sie abwehrend. Der Kommissarin gelingt es, ihr beruhigend zu vermitteln, dass sie im Krankenhaus in Sicherheit sei. Als die Zeitungen am nächsten Morgen jedoch darüber berichten, dass die Tochter Tatzeugin gewesen sei, ist Lürsen verärgert und meint, das sei für den Mörder quasi eine Einladung. Lürsen und Stedefreund wollen Nadine in der Klinik besuchen und unterhalten sich zuvor mit dem Psychologen, der Nadine betreut. Er äußert, es bringe nichts mit dem Mädchen zu sprechen, denn sie verdränge momentan die schrecklichen Erinnerungen. Als sie ins Zimmer von Nadine kommen, ist das Kind durchs offene Fenster verschwunden. Lürsen vermutet richtig, dass Nadine in ihr Zuhause geflüchtet ist. Stedefreund will das Jugendamt benachrichtigen; Lürsen kann ihn jedoch davon überzeugen, dass Nadine in einem dieser Heime nicht sicher sei, solange der Täter frei herumlaufe. Sie will sich als Nadines Tante ausgeben, die sich vorerst in der elterlichen Wohnung um das Mädchen kümmert. Stedefreund hat zwar große Bedenken, lässt sich aber auf Lürsens Vorschlag ein. Die Kommissarin will sogar, dass der Täter erfährt, dass sie als deren Tante mit der Kleinen in der Wohnung ist. Etwas später klingelt die Nachbarin Rebecka Gressmann an der Tür. Sie habe Musik gehört und wolle sich nach Nadine erkundigen. Lürsen stellt sich ihr als Frank Bertholds Halbschwester vor. Rebecka erkundigt sich mehrmals, was Nadine erzählt habe, worauf Lürsen erwidert, dass sie überhaupt nichts sage, sie sei stumm wie ein Fisch. Auch vor Rebecka Gressmann weicht Nadine zurück. Wieder in ihrer Wohnung hat die junge Frau Streit mit ihrem Mann Max. Sie wirft ihm vor, doch froh zu sein, dass er Frank los sei und fragt süffisant, ob er die anderen geschickt oder es selbst gemacht habe. Er haut ihr eine runter, was der kleine Sohn Onno mit ansehen muss. Dann verlässt er die Wohnung und trifft sich mit seinem Kollegen Günther Kremer. Die Kremers sind ebenfalls Mieter des Hauses, in dem die Bertholds wohnten und außerdem sind die Männer Kollegen. Sie arbeiten zusammen im Hafen und sind mit dem Transport gefährlicher Güter befasst; auch Frank Berthold arbeitete dort. Die Männer unterhalten sich, dass es eine Menge Probleme geben könnte, wenn Gressmanns Frau Rebecka, die von der Situation am meisten überfordert ist und sich mit Alkohol und Tabletten zu betäuben versucht, bei der Polizei das Falsche sagen würde.
Die Gerichtsmedizinerin stellt unter Frank Bertholds Fingernägeln Spuren von „Bad Ice“ fest, der Droge, durch die es in letzter Zeit schon drei Drogentote gab. In Zusammenarbeit mit dem Drogenfahnder Lennert ist man inzwischen zu der Erkenntnis gelangt, dass die Drogen in den Containern mit Giftgas versteckt und so eingeschmuggelt werden. Dabei ergibt sich, dass die Container einer bestimmten Shipping Agentur stets in der Schicht von Berthold und seinen Kollegen gelandet sind.
Als Gisela Kremer tags darauf an der Tür der Bertholdschen Wohnung klingelt, weicht Nadine auch vor ihr zurück. Sie lädt die vermeintliche Tante Nadines und das Mädchen zur Geburtstagsfeier ihres Mannes ein. Kurz darauf beobachtet die Kommissarin vom Fenster aus, wie sie sich auf dem Spielplatz erregt mit Max Gressmann unterhält. Als Lürsen kurz darauf mit Gressmann spricht, lässt sie durchblicken, dass „ihr Bruder“ ihr von seinem Ärger, den er in letzter Zeit gehabt habe, erzählt habe. Auf der Feier stellt sich der Kommissarin Walter Jensen vor, der als Disponent im Hafenbüro arbeitet. Er meint, Frank habe viel erzählt, wenn der Tag lang war. Sein Tod habe eher etwas mit „Weibergeschichten“ zu tun, er sei ein Schürzenjäger gewesen. Lürsen will, dass man Jensen überprüft, auch weil Nadine ziemlich deutlich auf ihn reagiert hat.
Im Hafengebiet überwachen Stedefreund und Lennert aus der Ferne eine Gefahrengutlieferung und beobachten, wie die Männer der Ladung ein längliches Paket entnehmen. Zu ihrer Enttäuschung geben sie ihrer vorgesetzten Dienststelle diesen Fund jedoch weiter. Ihnen muss klar gewesen sein, dass sie unter Beobachtung stehen und so opfern sie lieber eine Lieferung. Das Hafengelände und die Dienstwagen werden untersucht, wobei in Jensens Fahrzeug Rückstände von Brommethan festgestellt werden, das zur Entgasung von Frachtgut dient, wodurch zweifelsfrei feststeht, dass er die Drogen in seinem Wagen transportiert hat. Er gibt alles zu und erzählt, dass Frank Berthold, als er mitbekommen habe, dass es um Drogen ging, sehr aufgebracht gewesen sei auch in Bezug auf seine Tochter und nicht mehr habe mitmachen wollen. 
Rebecka Gressmann bittet Lürsen um Hilfe. Sie erzählt, sie habe Angst, dass ihr Mann ihr und ihrem Sohn auch etwas antun könne. Sie glaube, er habe Frank Berthold und seine Frau getötet. Sie habe ein Verhältnis mit Frank Berthold gehabt. Sie und ihr Mann hätten sich schon längst auseinandergelebt. In jener Nacht habe sie mit Frank weggehen wollen, deshalb habe er seine Frau auch überreden wollen mit Nadine übers Wochenende wegzufahren. Lürsen gibt sich zu erkennen und ordnet eine sofortige Durchsuchung der Wohnung Gressmann an. Dort findet man Gressmanns Turnschuhe, an denen Blut haftet und in einer Plastiktüte weitere Kleidungsstücke. Gressmann gibt zu, dass er in der Wohnung gewesen sei, da wären Frank und seine Frau aber bereits tot gewesen. Er habe wohl mit seinem Turnschuh in eine Blutlache getreten. Unbemerkt schnappt sich Nadine ein Küchenmesser und stellt sich damit hinter Rebecka Gressmann. Als diese sich umdreht, bringt sie heftig atmend hervor: „Du warst das, Du hast meine Mama und meinen Papa getötet.“ Rebecka kann ihr das Messer entreißen und bedroht nun ihrerseits das Kind damit. Inga Lürsen gelingt es, die junge Frau zur Aufgabe zu bringen. Stockend erzählt sie, dass Frank sie nur ausgelacht habe und gesagt hätte, wenn er ein neues Leben beginnen würde, dann ganz bestimmt nicht mit einer Trinkerin. Sie sei bereit gewesen alles für ihn aufzugeben und er habe sie nur ausgelacht. Sie habe gedroht, sich die Pulsadern aufzuschneiden, er habe ihr das Messer abnehmen wollen, da habe sie zugestochen, immer wieder und dann habe sie ein Geräusch hinter sich gehört und blind ein weiteres Mal zugestochen und erst dann habe sie gesehen, dass es Yvonne gewesen sei. Sie habe doch nicht zulassen können, dass sie überlebt und dann alles erzählt, was wäre denn dann aus ihrem kleinen Jungen geworden. Aber Nadine habe sie niemals etwas tun können. Sie habe gehofft, dass sie sie nicht gesehen habe, sie habe ja Nadine auch nicht gesehen in jener Nacht.

## Produktion
Die Dreharbeiten fanden vom 20. April bis 19. Mai 2010 in Bremen (unter anderem im Holzhafen) statt. Es handelt sich um eine Bremedia-Produktion im Auftrag von Radio Bremen und dem WDR.

## Rezeption

### Einschaltquote
Stille Wasser konnte bei der Erstausstrahlung am 13. Februar 2011 insgesamt 7,58 Mio. Zuschauer verbuchen, was einem Marktanteil von 19,6 % entsprach.

### Kritik
Carsten Heidböhmer von Stern.de fasste zusammen: „Ungewohntes aus Bremen: Der neue Fall der ‚Tatort‘-Kommissare Lürsen und Stedefreund kommt ganz ohne sozialromantische Töne aus und ist ein spannendes Psycho-Kammerspiel um ein verstörtes Mädchen, das den brutalen Mord an seinen Eltern beobachtet hat.“ Heidböhmer meint, dass die „schwer traumatisierte Tochter von der jungen Sina Monpetain, einer Bremer Schülerin, verstörend intensiv verkörpert wird“ und dass die „von einer klaustrophobischen Stimmung geprägten Szenen im Inneren der Hochhaus-Wohnung zu den stärksten Momenten in dem Bremer ‚Tatort‘ gehören.“
TV Spielfilm urteilte, „die Milieuzeichnung ist stimmig, Darstellerinnen wie Dagmar Manzel und Anna Maria Mühe überzeugen auf ganzer Linie – was sich von der überhasteten Auflösung leider nicht mehr sagen lässt“. Das Fazit lautete daher: „Starke Momente, schwache Auflösung.“
In der Hessische/Niedersächsische Allgemeine (HNA.de) kam Sonja Boy zu dem Urteil: „Der Ansatz war spannend, die Umsetzung hanebüchen: Regisseur Thorsten Näter verknüpfte im Bremer ‚Tatort: Stille Wasser‘ die Sprengung eines Drogenrings mit der Suche nach einem Doppelmörder.“
Rainer Tittelbach urteilte: „Ein Kind hat den Mörder ihrer Eltern gesehen und schwebt in Lebensgefahr. ‚Stille Wasser‘ ist ein spannender ‚Tatort‘. Der Mix aus Ermittlungskrimi, Thriller und Sozialdrama beginnt suggestiv und temporeich, nimmt sich dann aber Zeit, um die kaputten Familienverhältnisse in der Hochhaussiedlung und auch die sich anbahnende Beziehung zwischen dem Mädchen und Ersatzmutter Inga Lürsen – mit Leggins, Fluppe und Knarre – näher auszuleuchten. […] Und die Gast-Schauspieler, die sind eine Klasse für sich: Manzel, Matthes, Mühe, Rieke und Gallinowski. Dass sich – retrospektiv betrachtet – ein paar unlogische Momente in die Handlung einschleichen, tut dem guten Gesamteindruck keinen Abbruch. Dank einer vorzüglichen Schauspielerleistung stört nicht einmal der den Mord erklärende Epilog. Fazit: Guter Krimi zum schnellen Verbrauch.“